# بالدوین (مریلند)
بالدوین (به انگلیسی: Baldwin) یک منطقهٔ مسکونی در ایالات متحده آمریکا است که در شهرستان بالتیمور، مریلند واقع شده‌است.